# Lee Ehrman
Lee Ehrman, född  1935, är en amerikansk genetiker och professor i biologi. Hon har sedan sena 1950-talet publicerat vetenskapliga artiklar inom genetik, främst om Drosophila och beteendegenetik.

## Biografi
Ehrman tog sin bachelorexamen vid Queens College och sin masterexamen vid Columbia University. Hon stannade sedan och doktorerade 1959 vid Columbia University med Theodosius Dobzhansky som handledare, hennes doktorsavhandling handlade om hybridsterilitet hos Drosophila paulistorum. Sedan 1970 arbetar och undervisar hon vid Purchase College. 1976 fick hon priset Purchase's Chancellor‘s Award for Excellence in Teaching. Sedan 1989 är hon hedersdoktor vid City University of New York. Hon var gift med tandläkaren Richard Guy Ehrman som avled 2007.